# Parque natural de Montesinho
El Parque Natural de Montesinho (PNM) se sitúa en el distrito de Braganza, en la región histórica de Trás-os-Montes (Portugal). Tiene una dimensión de cerca de 75 mil hectáreas. Reconocido en 1979 como parque natural, tiene actualmente 9000 habitantes viviendo en 92 aldeas.
Presenta un relieve heterogéneo, con mesetas onduladas cortadas por profundos valles encajados, así como algunas sierras, de las cuales las dos más importantes son la Sierra de Montesinho, al norte de Braganza, y la Serra da Coroa, al norte de Vinhais.
Las altitudes varían entre los 1486 metros, en la Sierra de Montesinho y los 438 metros en el cauce del río Mente.
El PNM limita con España, recorriendo la frontera las comunidades autónomas de Galicia y de Castilla y León.

## Flora y fauna
Hay una gran diversidad de fauna y flora en Montesinho. El brezo y la esteva ocupan grandes territorios de tierras abandonadas por la agricultura, borde de bosques o tierras que alguna vez fueron ocupadas por bosques nativos. Los arbustos, y particularmente aquellos que crecen en altitudes más altas, son biotopos extremadamente importantes para varias especies de vida silvestre. Los lameiros, también llamados prados o pastos de montaña, están asociados con la mayoría de las áreas ribereñas que atraviesan el PNM. Los castaños representan la mayor parte de las tierras de cultivo que están ocupadas con cultivos anuales. Ocupan vastos territorios de la región y su importancia es tal que es difícil imaginar la vida en estas partes sin la existencia de estos árboles. Los encinares crecen en las zonas más bajas del PNM, a lo largo de laderas empinadas y soleadas. Finalmente, los robledales son uno de los principales tipos de vegetación arbórea nativa que aparece en el parque como parte de un continuo que se extiende hacia el sur hasta la Sierra de Nogueira.
En él existe también una extensa biodiversidad, habitando especies como el lobo ibérico, el corzo o el ciervo. Viven cerca de 160 especies de aves, incluyendo algunas amenazadas como el águila real y la cigüeña negra.

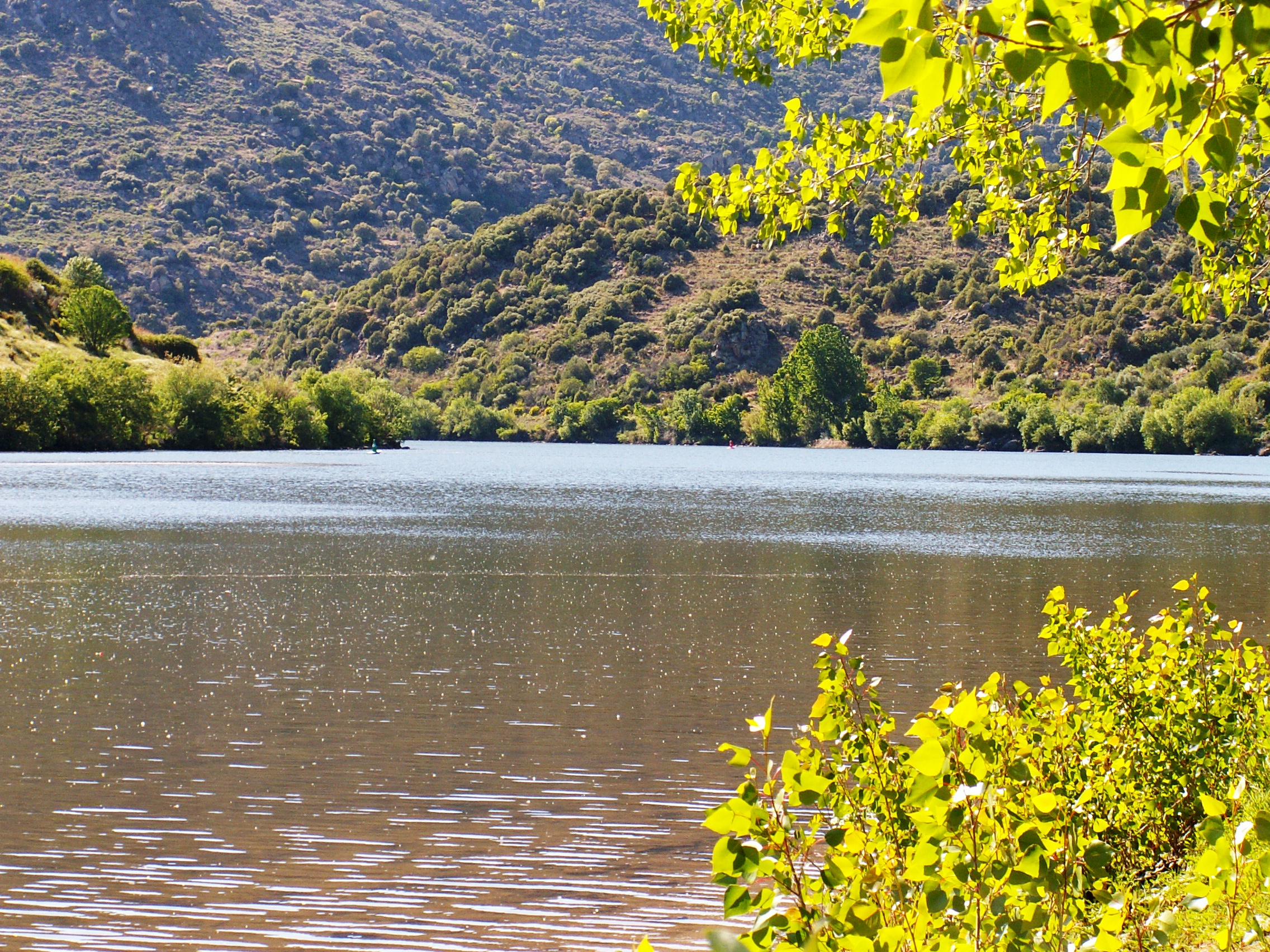
Río Sabor
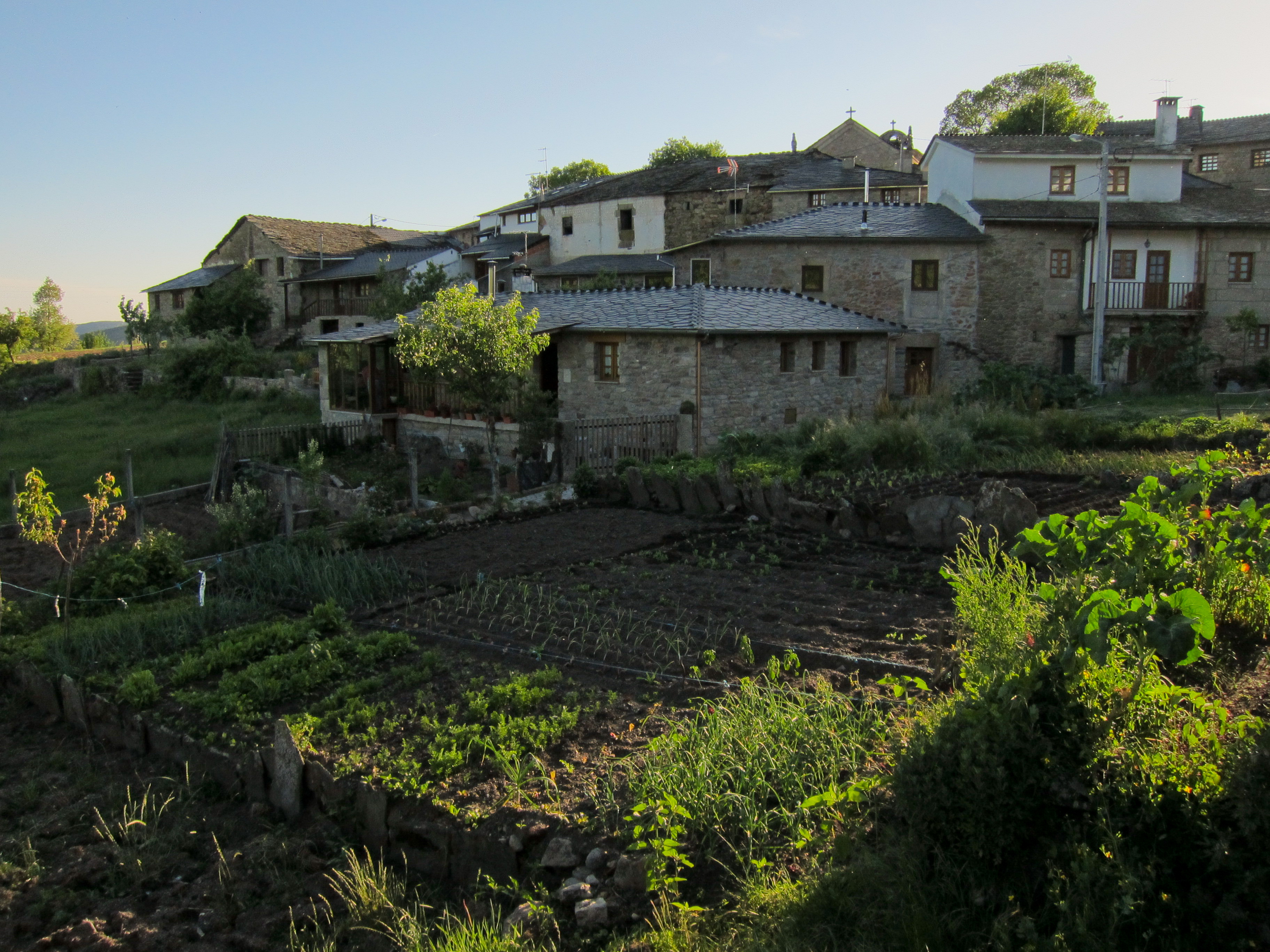
Huertos
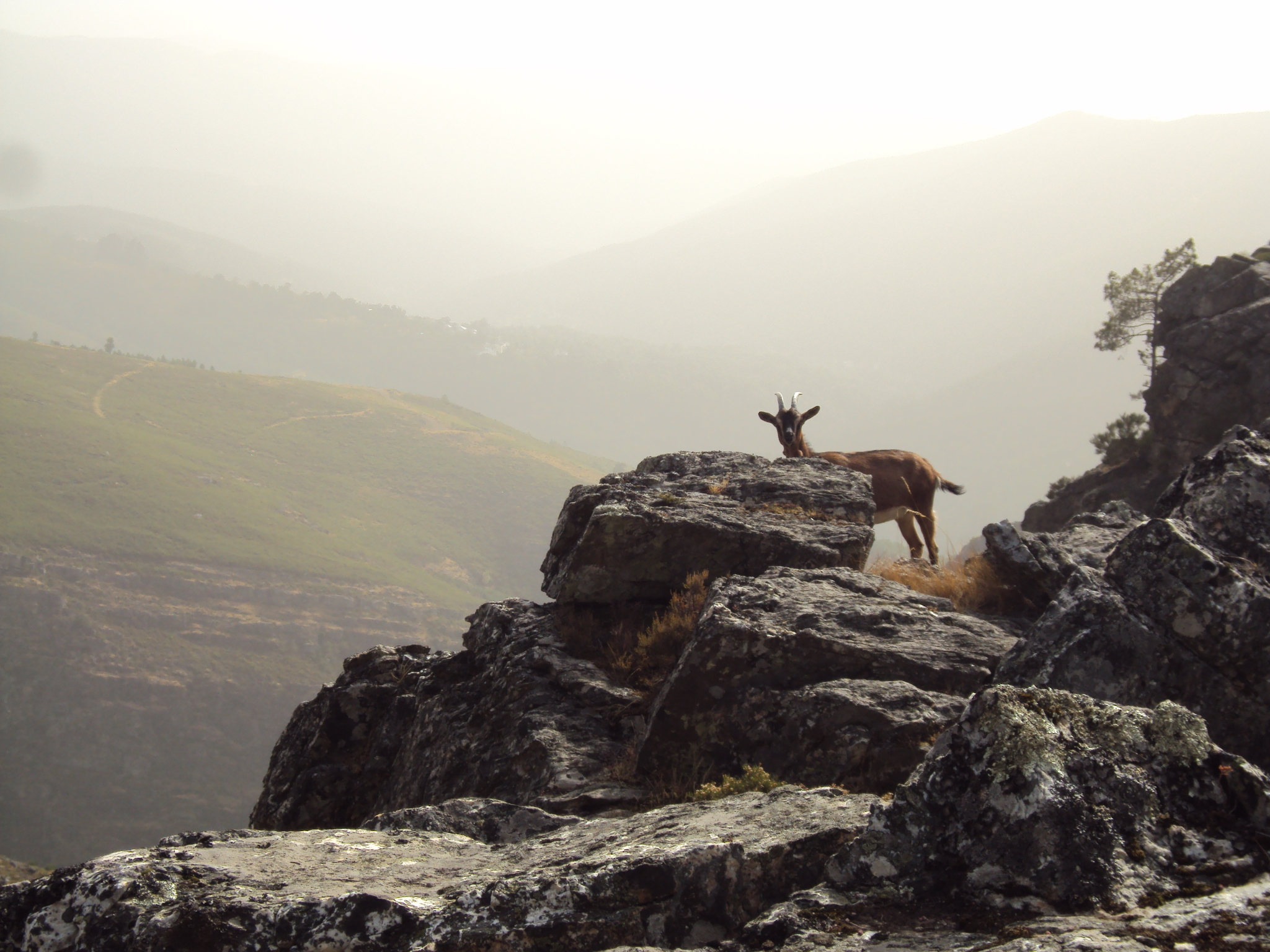
Cabras
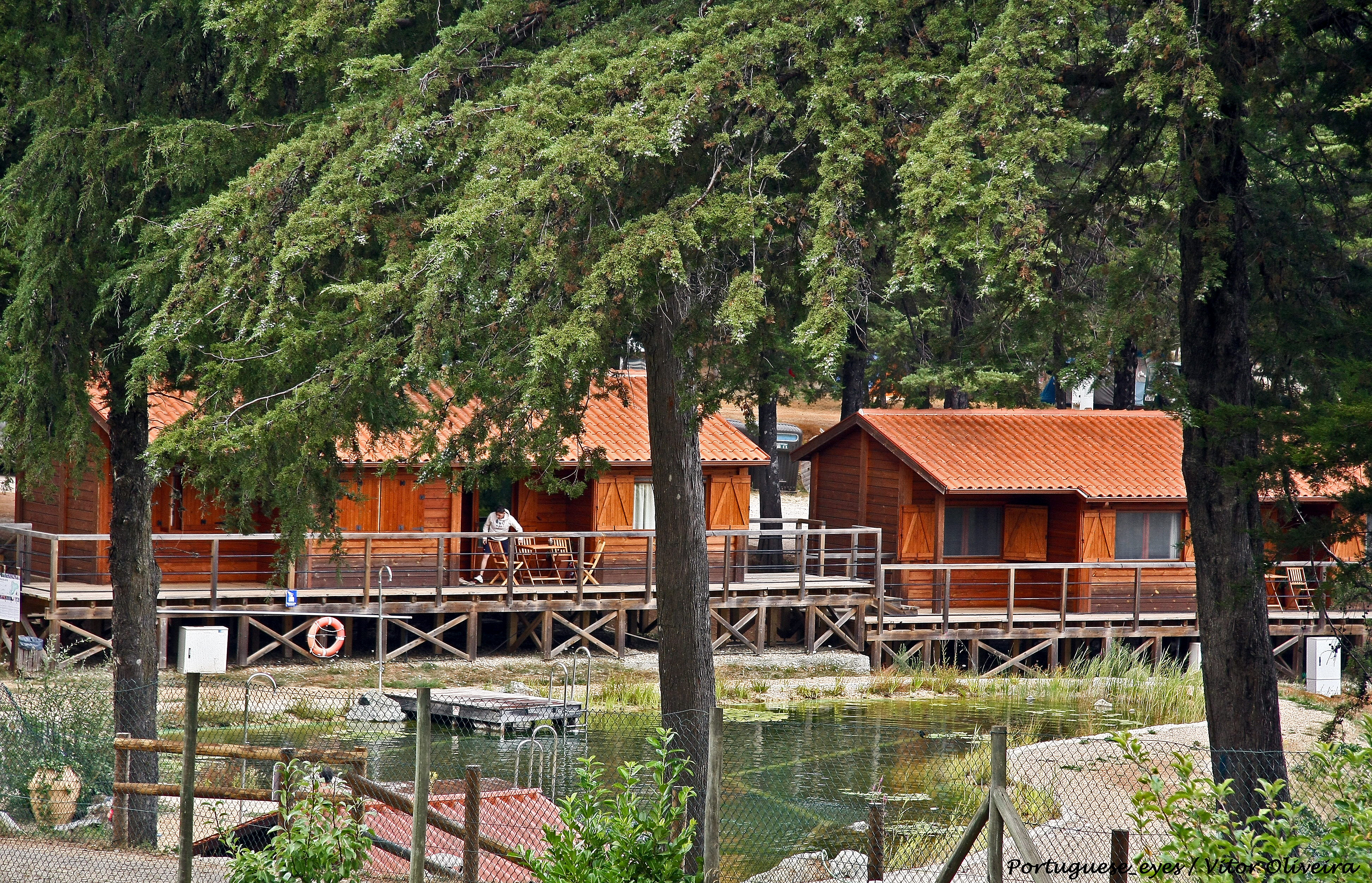
Parque Biológico
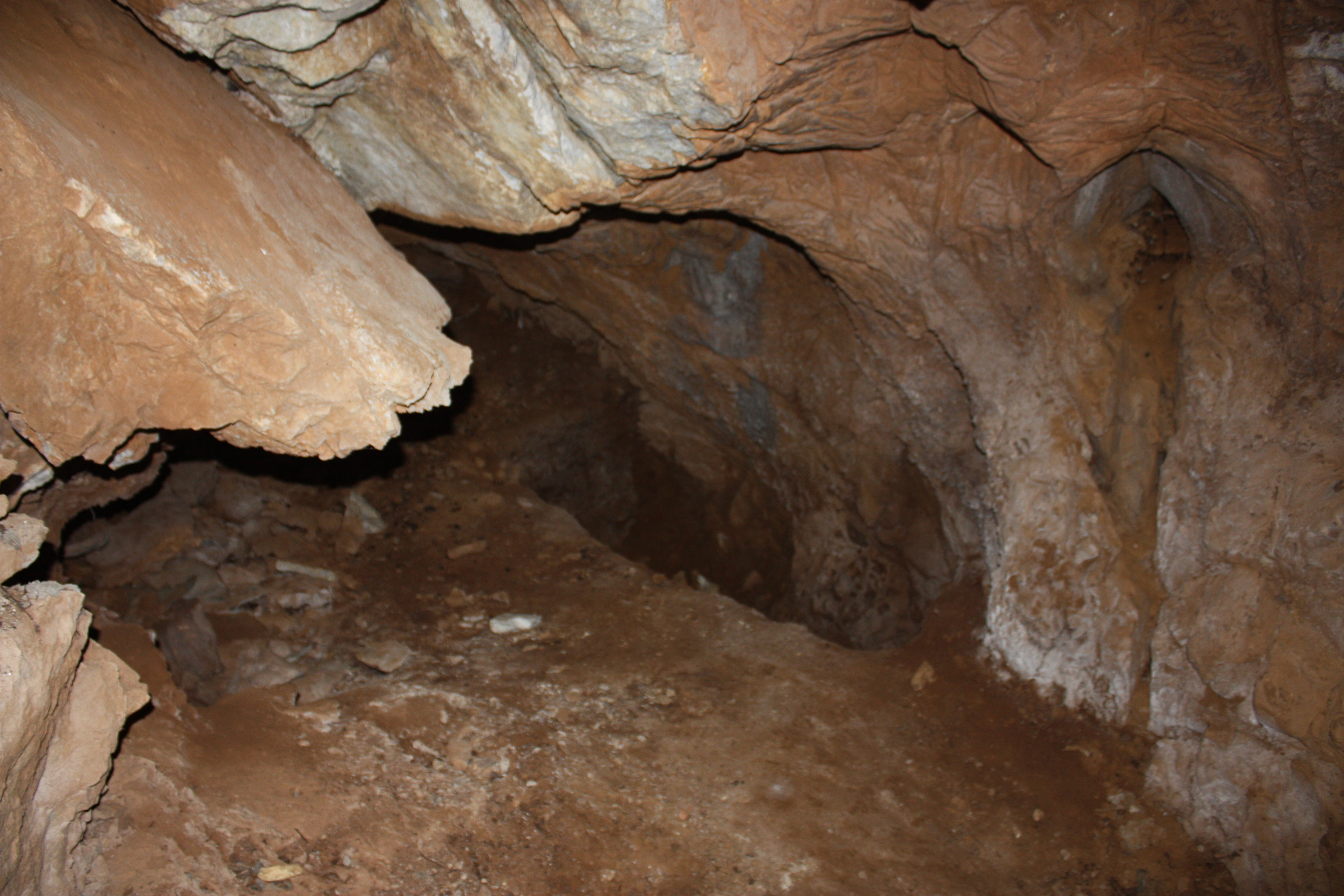
Gruta de Dine
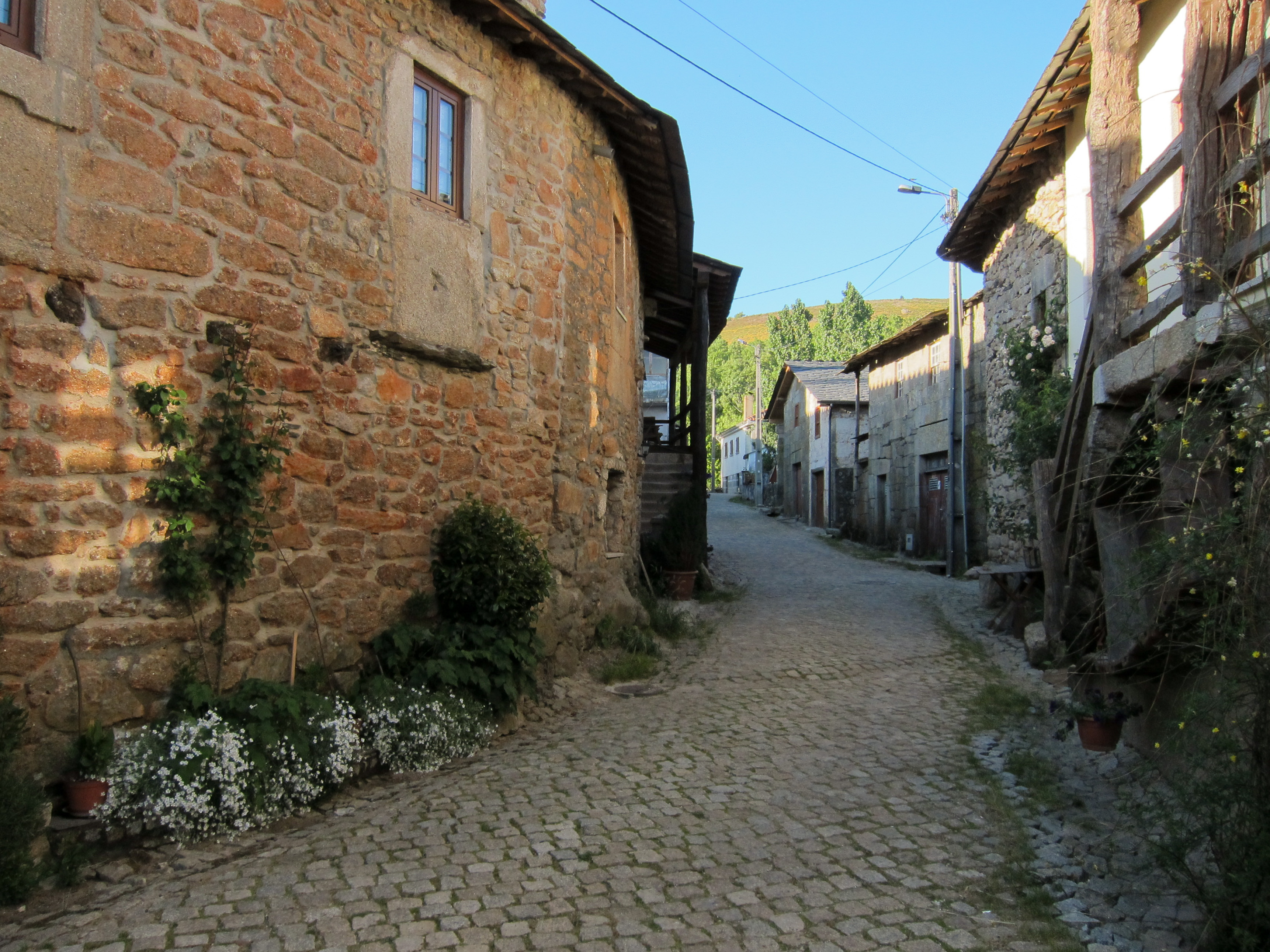
Montesinho